# Dioskur, protupapa
Protupapa Dioskur, katolički protupapa 530. godine. 